# 세종로 (여주시)
세종로(Sejong-ro)는 경기도 여주시 관내에 있는 도로이다.

## 주요 경유지
경기도
- 여주시 (여흥동 - 중앙동)

## 노선
| 이름                        | 접속 노선                 | 소재지 | 소재지 | 비고              |
| --------------------------- | ------------------------- | ------ | ------ | ----------------- |
| 시청 삼거리                 | 청심로                    | 이천시 | 여흥동 |                   |
| 홍문사거리                  | 여흥로                    | 이천시 | 여흥동 |                   |
| 경찰서사거리                | 세종로45번길 세종로46번길 | 이천시 | 여흥동 |                   |
| 홍문현대교차로              |                           | 이천시 | 중앙동 |                   |
| 해방촌교차로                | 세종로67번길              | 이천시 | 중앙동 |                   |
| 터미널사거리                | 영릉로                    | 이천시 | 여흥동 |                   |
| 삼한아파트교차로            |                           | 이천시 | 여흥동 |                   |
| 이마트교차로 (이마트사거리) | 세종로113번길             | 이천시 | 여흥동 |                   |
| 교동교차로                  | 국도 제42호선 (여원로)    | 이천시 | 여흥동 | 국도 제37호선구간 |
| 세종초등학교교차로          | 세종로214번길             | 이천시 | 여흥동 | 국도 제37호선구간 |
| 낙원교차로 (낙원삼거리)     | 세종로237번길             | 이천시 | 중앙동 | 국도 제37호선구간 |
| 여주고교차로                |                           | 이천시 | 중앙동 | 국도 제37호선구간 |
| 코카콜라사거리              | 웅골로                    | 이천시 | 여흥동 | 국도 제37호선구간 |
| 점봉교차로                  | 명품로                    | 이천시 | 여흥동 | 국도 제37호선구간 |
| 여주IC삼거리                | 영동고속도로              | 이천시 | 여흥동 | 국도 제37호선구간 |
| 장여로와 직결               |                           |        |        |                   |

## 주요 시설및 건물
- 홍문지구대 (세종로 2/홍문동15-2)
- NH농협여주시 지부 (세종로 14/홍문동 22)
- 이마트24여주중앙점 (세종로 16/홍문동 25-2)
- 365소아청소년과의원 (세종로 19/홍문동 113-3)
- 롯데리아(세종로 21/홍문동 82-2)
- 아리따움여주홍문사거리점 (세종로 22/홍문동 51-1)
- KT여주홍문 홍문사거리점 (세종로 26/홍문동 65-7)
- 김태철이비인후과의원 (세종로 27/홍문동 72-5)
- T world 여주여흥대리점 (세종로 28/홍문동 72-5)
- 우리은행여주지점 (세종로 31/홍문동 72-8)
- 도미노피자여주점 (세종로 32/홍문동 67-16)
- KB국민은행여주지점 (세종로 39/홍문동 209-4)
- 여주경찰서 (세종로 50/창동 155)
- 여흥신협본점 (세종로 66/창동 159-20)
- 진로마트 여주점 (세종로 67/홍문동 219-1)
- 현대자동차 여주지점 (세종로 70/홍문동 231-3)
- NH농협여주농협 남한강지점 (세종로 74/홍문동 231-6)
- 파리바게트여주터미널점 (세종로 75/홍문동 269-2)
- 현대모비스 블루핸즈 여주점 (세종로 82/홍문동 232-1)
- 여주종합터미널(세종로 85/홍문동 274-6)
- 한국전력공사(세종로 93/홍문동 275)
- 제일카센터 (세종로 96/홍문동 233-3)
- 여주우체국 (세종로 100/홍문동 233-5)
- 롯데하이마트(세종로 107/홍문동 247-4)
- S-OIL터미널주유소 (세종로 129/홍문동 426-1)
- 이마트여주점 (세종로 151/홍문동 384-1)
- S-OIL대학주유소 (세종로 270/교동 62-5)
- 다이소 여주대점 (세종로 274/교동 61-2)
- 파리바게트여주대학점 (세종로 278/교통 59-2)
- 경기자동차서비스 (세종로 304/교동 50)
- CUHD교리주유소점 (세종로 315/교동 45-4)
- CU여주대 캠퍼스타운점 (세종로 324/교동 51-6)
- 기아오토큐여주모터스 (세종로 327/교동 45-21)
- 스타벅스여주DT점 (세종로 358/점봉동 429-1)
- SK에너지여주남송주유소 (세종로 366/점봉동 431)
- 브라더모터스 (세종로 376/점봉동 434-2)
- CU여주IC점 (세종로 390/점봉동 437-1)
- S-OIL남한강주유소 (세종로 432/세종로 444-12)
- GS25여주IC점 (세종로 491/점봉동 320-1)
- GS25여주대로점 (세종로 492/점봉동 340-1)
- CJ대한통운 톨게이트주유소 (세종로 503/점봉동 325-1)